# Эрнандес, Патрисио
Патри́сио Хосе́ Эрна́ндес (исп. Patricio José Hernández; род. 16 августа 1956, Сан-Николас, Аргентина) — аргентинский футболист и футбольный тренер. Выступал на позиции полузащитника.

## Биография
Патрисио Эрнандес начинал свою профессиональную футбольную карьеру в 1974 году в аргентинском клубе «Эстудиантес». Вскоре он заслужил признание в качестве искусного атакующего полузащитника с точным ударом, что привлекло к нему интерес. В результате он был продан в итальянский «Торино» за рекордную для «Эстудиантеса» сумму, которая позволила ему впоследствии серьёзно укрепиться.
Патрисио Эрнандес попал в состав сборной Аргентины на чемпионате мира 1982 года. Однако ни в одном из пяти матчей Аргентины на турнире Эрнандес не провёл ни одной минуты на поле.

## Достижения

### Клубные
Эстудиантес
- Чемпионат Аргентины (1): 1982 (чемпион)

Ривер Плейт
- Чемпионат Аргентины (1): 1985/1986 (чемпион)
- Кубок Либертадорес (1): 1986 (победитель)
- Межконтинентальный кубок (1): 1986 (победитель)